# トマス・フォーリー (第2代フォーリー男爵、1703-1766)
第2代フォーリー男爵トマス・フォーリー（英語: Thomas Foley, 2nd Baron Foley FRS、1703年頃 – 1766年1月8日）は、グレートブリテン王国の貴族。トーリー党所属。

## 生涯
初代フォーリー男爵トマス・フォーリーとメアリー・ストロード（Mary Strode、1735年12月6日没、トマス・ストロードの娘）の息子として生まれた。1720年11月4日にオックスフォード大学クライスト・チャーチに入学、1733年7月11日にD.C.L.の学位を授与された。
1733年1月22日に父が死去すると、フォーリー男爵の爵位を継承した。議会では父の代よりドロイトウィッチ選挙区で1議席を掌握しており、1747年イギリス総選挙でウィニントン家の掌握する議席も取ろうとして、候補2名を出した。フォーリー男爵の出した候補はトーリー党に所属しており、与党ホイッグ党も候補者2名を出したが、結果はホイッグ党候補2名がそれぞれ19票、トーリー党候補が19票と18票だった。これにより選管は19票を得た候補者3名の当選を宣告して、最終決定を庶民院に委ねた。候補者4名が全員選挙申し立てをした結果、庶民院はまず選管決定の裁定として、トーリー党候補1名（トマス・フォーリー）とホイッグ党候補1名（フランシス・ウィニントン）の当選が宣告されるべきだったとし、その1週間後に選挙結果に対する裁定を行った。もう1人のホイッグ党候補（エドウィン・サンズ）がフォーリーの得票のうち、9人が実際は選挙権がなかったことを証明したため、庶民院は最終的にはウィニントンとサンズの当選を裁定した。これによりフォーリー男爵の候補が2名ともに落選したが、フォーリー男爵は自派の有権者数を増やして選挙区を完全に掌握、以降1750年から2代フォーリー男爵死後の1777年まで2議席を支配した。
1740年11月27日、王立協会フェローに選出された。
1747年4月4日に叔父エドワードが死去すると、その遺産を継承した。
1766年1月8日に生涯未婚のまま死去、ウィットリーで埋葬された。フォーリー男爵の爵位は断絶、ウィットリー・コートの地所は祖父の弟ポールの曽孫にあたるトマス・フォーリーが継承した。